# Diodontium
Diodontium là một chi thực vật có hoa trong họ Cúc (Asteraceae).

## Loài
Chi Diodontium gồm các loài: